# 加藤美樹
加藤 美樹（かとう うまき、享保6年（1721年）- 安永6年6月10日（1777年7月14日））は、江戸時代中期の国学者・歌人。名は宇万伎とも書く。姓は藤原氏。通称は大助。号は静舎・静廼舎。
美濃国大垣新田藩主戸田家の奥医師河津家に婿として入ったが、辞去後、幕府の大番与力となり、大阪城と二条城の勤番を務めた。国学者賀茂真淵に学び、将来を託された、大阪在番中に上田秋成の入門を受け、京阪地域に真淵の学問が浸透する機会を作った。
著書に「雨夜物語だみことば」「土佐日記解」「静廼舎歌集」などがある。